# Леонардо Донато
Леонардо Донато (італ. Leonardo Donà 12 лютого 1536, Венеція — 16 червня 1612, там же) — 90-й венеційський дож, зі знатного венеційського роду Донато. Обраний 10 січня 1606 року і правив аж до своєї смерті 16 червня 1612 року.

## Біографія
Належав до роду «нових патриціїв», відомий з XII ст. Молодший син Джованні Баттісти Донато з гілки далле Роза, губернатора Кіпру, та Джованни Корнеро. Він вивчав філософію, історію та стародавні мови в університетах Падуї та Болоньї, але не отримав докторського ступеня. У віці 14 років він почав працювати зі своїм батьком, на той час Савіо алла Мерканція (експерт з торгівлі), допомагаючи йому з офіційним листуванням. У 1556—1558 роках перебував разом з батьком на Кіпрі. Маючи на початку у своєму розпорядженні помірний статок, йому вдалося примножити завдяки багатому заповіту. Кажуть, що для цього він вивчав стародавні пергаменти та закони про заповіти, щоб його право було визнано. Його високий рівень освіти не в останню чергу демонструється великою бібліотекою, якою він володів. 
1561 року перебував у декількох дорадчих органах, 1562 року призначено одним з офіціалів катавера, де відповідав за боротьбу з контрабандою, захист податкової системи, жидів та контроль за лихварством. 1567 року призначено на посаду казуде, тобто він був головним чином відповідальним за стягнення податкових боргів. 1569 року стає проведитором комуни.
Донато почав свою політичну кар'єру у Венеції, спочатку виступаючи як венеційський посол до  іспанського короля Філіппа II з 29 липня 1569 року. 1574 року стає проведитором, відповідальним за майно комуни, у грудні того року — проведитором, що розглядав апеляції, які стосувалися виконання цивільних вироків. 1576 року призначено послом до імператора Рудольфа II. У 1578—1580 роках був подестою Брешиї.
1580 року призначається послом до Папської держави, де протистояв майновим зазіханням та належності Фріулі аквілейського патріарха Джованні Грімані. 1583 року виступив проти укладання політичного союзу з Іспанією. 1589 року знову був послом у Римі, де пояснював рішення Республіки визнати французьким королем Генріха Наварського. Протистояння з амбіціями папства призвело до конфлікту з кардиналом Боргезе. Про Донато ходили чутки, що він був протестантом, хоча історики не знайшли жодних доказів.
За рекомендацією Дони Сенат Венеції відмовилася екстрадувати Джордано Бруно, чого вимагав Рим. Але у січні 1593 року папській нунцій все ж домігся видачі Бруно римській інквізиції. У 1595 році Дону відправили до Константинополя, щоб він був присутній на смерті султана Мурада III, висловити співчуття та привітати наступника Мехмеда III. Важливішими були переговори, пов'язані з продовженням мирного договору 1573 року, що й вдалося зробити. 
1591 року обирається прокуроратором de citra Святого Марка. У 1592, 1593 та 1594 роках його обирали до Ради старійшин. У 1593 році він став генеральним проведитором у Фріулі, де наказав побудувати фортецю Пальманова. У березні 1598 року він відвідав папу римського Климента VIII у Феррарі, де вітав останнього з приєднання до Папської держави Феррарського герцогства.
1601 року призначається проведитором материка (володіння Республіки у північній Італії), де приділяв увагу військовим силам. За його звітом у випадку протистояння Іспанії венеційськими війська будуть занадто слабкими.
Донато став одним із кандидатів на посаду дожа після смерті Марино Грімані. 25 грудня 1605 року. Донато зіткнувся з опозицією на цих виборах, але в кінцевому підсумку отримав підтримку, і в результаті його обрали дожем 10 січня 1606 року. Серйозна та слухняна людина, він не святкував свого обрання, а його стосунки з венеціанським народом завжди були холодними та відстороненими. 
10 грудня 1605 року, за два тижні до смерті Грімані, Павло V направив офіційний протест до Венеції. Не гаючи часу, він негайно звернувся до папських претензій щодо двох духовних осіб, заарештованих його попередником, але на вимогу ченця Паоло Сарпі, відхилив протест Павла V. У 1608 Папа наклав інтердикт на Венецію. На прохання Сарпі Донато закликав усіх римо-католицьких священнослужителів ігнорувати інтердикт Папи та продовжувати виконувати месу. Венеційське духовенство, крім єзуїтів, продовжувало виконувати месу, порушуючи папський інтердикт. Єзуїти ж були вигнані з Венеції та повернулися туди лише 1655 року. Донато та Сарпі були особисто відлучені від церкви Павлом V. Конфлікт між Папою та Венецією був улагоджений лише 21 квітня 1607 року за посередництва Франції. Венеції вдалося наполягти на правоті своєї позиції, а прибічники Риму на помсту зробили спробу вбивства Паоло Сарпі (5 жовтня 1607 року).
Наступні роки правління Донато ніякими особливими подіями не були відзначені. Донато був зовсім не популярним серед венеційців і незабаром після обрання дожем майже не з'являвся на публіці. Ходили чутки про затворництво Донато, але вони були обґрунтованими. 
1608 року захищав юдейську громаду від папського нунція. У 1609 році він придбав ще 52 га біля Альберії (в провінції Верона). 1610 року виступив за надання прав голландським і англійським купцям брати участь у венеційській торгівлі на Близькому Сході.
Був одним із перших користувачів телескопа Галілео Галілея, можливості якого вчений продемонстрував дожу та Сенату 21 серпня 1609 року на дзвіниці Святого Марка, і виробництво якого венеціанський уряд дозволив по всій Республіці.
Помер він 16 липня 1612 року від апоплексії. Його було поховано у контрфасаді, над порталом, базиліки Сан-Джорджо-Маджоре. На момент смерті його статки становили близько 82 тис. дукатів.